# Ardy Wiranata
Ardy Wiranata (n. 10 februarie 1970, Jakarta, Indonezia) este un jucător de badminton ce a reprezentat Indonezia, medaliat olimpic. A participat la 1 ediție a Jocurilor Olimpice (1992) în care a câștigat 1 medalie de argint.